# Copa del Rey 1905
Třetí ročník Copa del Rey (španělského poháru), který se konal od 16. dubna do 20. dubna 1905 za účastí tří klubů.
Trofej získal poprvé ve své historii Real Madrid, který porazil obhájce minulých dvou ročníků  Athletic Club 1:0.